# Opistognathus decorus
Opistognathus decorus är en fiskart som beskrevs av Smith-vaniz och Yoshino, 1985. Opistognathus decorus ingår i släktet Opistognathus och familjen Opistognathidae. Inga underarter finns listade i Catalogue of Life.